# 6-й армейский корпус (Российская империя)
6-й армейский корпус — общевойсковое оперативное соединение (армейский корпус) Русской императорской армии. Сформирован 19 февраля 1877 года в составе 4-й, 6-й, 10-й пехотных дивизий и 6-й кавалерийской дивизии. Весной и летом 1917 года был «украинизирован» и стал 2-м Сечевым Запорожским корпусом.

## Состав
До начала Первой мировой войны входил в Варшавский военный округ. Состав на 18.07.1914
- 4-я пехотная дивизия
- 16-я пехотная дивизия
- 67-я пехотная дивизия (с 16 ноября 1914 — начало 1915)[2]
- 55-я пехотная дивизия
- 4-я кавалерийская дивизия
- 6-й мортирно-артиллерийский дивизион
- 10-й сапёрный батальон
- 1-й обозный батальон

## Боевой путь

### VI-й корпус в сражениях в Восточной Пруссии в 1914—1915 гг.
К 12/25 августа 1914 года, благодаря необдуманным директивам Главнокомандующего войсками Северо-Западного фронта генерала Жилинского и действиям генерала Самсонова, вместо сосредоточения, 2-я русская армия была разведена «веером» на фронте в 120 верст в дни решительного сражения (Битва при Танненберге) с 8-й германской армией.
 Германская 8-я армия подводилась к полю сражения в двух группах: южная силой 8 с половиной пехотных дивизий направлялась для удара в левый фланг и тыл армии Самсонова, северная 4 с половиной пехотных дивизий направлялась на Бишофсбург для нанесения отдельного поражения изолированному VI русскому корпусу
.
Сражение расчленялось на ряд изолированных корпусных боев. 12/25 августа VI русский корпус получил изменение директивы, вызванное разрешением Главнокомандующего наступать главными силами не на фронт Зеебург — Растенбург, а на фронт Остероде — Алленштайн. Согласно новой директиве, на VI русский корпус возлагалась задача, оставаясь у Бишофсбурга, обеспечить правый фланг 2-й русской армии в районе между Алленштайном и главными Мазурскими озёрами. Правее шла 4-я кавалерийская дивизия
с целью разведки в полосе Зеебург-Растенбург. В результате конной разведки командир корпуса генерал Благовещенский получил сведения о присутствии крупных сил неприятеля у Лаутерна (pl:Lutry) — Зеебурга. В рамках поставленной корпусу задачи, Благовещенский решает передвинуть 16-ю пехотную дивизию к Алленштайну. Утром 13/26 августа дивизия начала движение к Алленштайну. Тем временем, «со стороны Лаутерна началось наступление противника». 4-я пехотная дивизия «втянулась в бой и быстро израсходовала свои резервы». Малочисленная русская артиллерия отказалась от борьбы с батареями противника. Русские полки, геройски сопротивляясь, несли громадные потери от неприятельского артиллерийского огня. В 1 час дня командир VI корпуса приказывает 16 пехотной дивизии вернуться к Бишофсбургу для оказания помощи 4-й пехотной дивизии. Один полк был направлен к Бишофсбургу, а с остальным силам было приказано двинуться западнее для нанесения флангового удара. Однако, не хватило времени : 4-я пехотная дивизия охваченная с трех сторон, начала отход к Ортельсбургу. Беспорядочное отступление 4-й пехотной дивизии прикрыли части 16 пехотной и 4-й кавалерийской дивизий.
 В бою у Бишофсбурга 4-я пехотная дивизия, бывшая в составе 12,5 батальонов, 5-ти полевых и 2-мортирных батарей потеряла 73 офицера, 5283 нижних чина, 2 батареи и 18 пулеметов… потери достигали 50 % 
.
Утром 14/27 августа 16-я пехотная дивизия начала отступление от Бишофсбурга в направлении на Менсгут de:Dźwierzuty. Около 4 часов дня её арьергард ввязался в бой с авангардом противника к северу от Менсгута. Постепенно «развернулись и вступили в бой также главные силы 16-й пехотной дивизии». Противник вынужден был прекратить наступление. Ночью 15/28 августа «дивизия прошла мимо горящего Ортельсбурга и расположилась восточнее его». Центральные корпуса армии генерала Самсонова находились у Алленштейна и к западу. Военный историк Головин Н. Н. в своих исследованиях отмечает, что «при таких условиях для 16-й пехотной дивизии был только один путь: дорога на Пассенхайм с тем, чтобы, защищая находящиеся там дефиле между озёрами, не допустить неприятельский корпус выйти в тыл главным силам армии Самсонова». 16-я пехотная дивизия обязана была занять либо Пассенхайм, либо Едвабно или Вилленберг. Однако, этого не было сделано ни в ночь на 16/29 августа, ни днем 16/29 августа. Командир дивизии и его штаб не приняли самостоятельное решение, отвечающее складывающей обстановке и вместе со своей дивизией «пассивно» отступали вслед «за ушедшей на юг 4-й пехотной дивизией и корпусным начальством».
 Уход на юг вполне боеспособной 16 пехотной дивизии нельзя не считать крупнейшей стратегической ошибкой командира корпуса и начальника дивизии, приведшей к катастрофическим для центральных корпусов 2-й армии последствиям 
.
До 17/30 августа штаб фронта не принимает никаких мер «для того, чтобы взять в свои руки управление фланговыми корпусами» 2-й русской армии. В 11 часов утра 17/30 августа был получен приказ из штаба фронта о необходимости сосредоточения VI корпуса у Вилленберга, 4-й кавалерийской дивизии двинуться на Пассенхайм с целью обеспечить правый фланг и тыл центральных корпусов армии Самсонова. К вечеру VI корпус продвинулся на 15 верст в направлении Липовец. 4-я кавалерийская дивизия вновь приблизилась к Грамену en:Grom, Warmian-Masurian Voivodeship. 17/30 августа произошло пленение некоторых частей XIII корпуса. В ночь на 18/31 августа Жилинский приказывает VI корпусу отступить на Мышковец и далее на Остроленку. Головин Н. Н. писал, что продолжение движения корпуса на Вилленберг спасло бы части 36-й пехотной дивизии под командованием генерала Преженцова (почти 11 000). Однако, воля Главнокомандующего войсками Северо-Западного фронта генерала Жилинского «не сумела проявить даже небольшую настойчивость, чтобы спасти остатки тех героев, которых так безрассудно гнала в авантюру».
 Для спасения центральных корпусов 2-й армии вовсе не требовалось форсированных движений на протяжении сотен верст в стратегическую ловушку левофланговых корпусов армии Ренненкампфа, а требовалось только элементарная стратегическая грамотность верхов VI корпуса 
.
С 12 октября 1914 года корпус входил в состав 1-й армии под командованием генерала от кавалерии П. К. Ренненкампфа. Выполнял задачу по прикрытию правого фланга и тыла армии, действовавшей к западу от Вислы. 4 ноября участвовал в наступлении на Рационж, Серпец и Рыпин.
15 ноября корпус начал наступление на местечки Собота и Белявы, потеснил части немецкой 1-й пехотной дивизии, перешёл р. Мрогу и закрепился на новых позициях.
К 6 декабря после тяжёлых боёв численность корпуса упала до 17 тыс. человек (40 % от штатной численности и 58 % от численности на 1 ноября).
В середине декабря корпус занял 15-км участок фронта у слияния рек Бзура и Равка. В боях в этом районе его войска подверглись со стороны германцев атаке с использованием химического оружия.
7 января 1915 года корпус был передан во 2-ю армию (командующий генерал от инфантерии В. В. Смирнов). Во второй половине января 1915 года корпус сыграл ведущую роль в отражении демонстративного наступления 11-й германской армии в районе Боржимов — Воля Шидловска, но его потери в этом сражении составили до 40 000 человек.
С июня 1915 года передан в состав 11-й армии (командующий генерал от инфантерии Д. Г. Щербачёв) Юго-Западного фронта. Был переброшен в Галицию, где принял участие в ударе во фланг наступавших германских частей генерал-полковника А. фон Макензена. В этих боях русские войска нанесли поражение двум корпусам неприятеля, взяв 13 тыс. пленных, захватив 6 артиллерийских орудий и свыше 40 пулемётов. С 3 июня корпус перешёл к обороне.
Корпус — участник Таневского сражения 18 — 25 июня 1915 г. и Люблин-Холмского сражения 9 — 22 июля 1915 г.
Осенью 1915 года 6-й армейский корпус принял участие в наступательной операции южных армий Юго-Западного фронта на р. Серет. К началу ноября совместно с 17-м армейским корпусом было взято в плен более 10 тыс. пленных.
Корпус - активный участник Рижской операции 1917 г.

## Командование корпуса

### Командиры корпуса
- 19.02.1877 — 04.03.1877 — генерал-лейтенант барон Ралль, Василий Федорович
- 04.03.1877 — 16.04.1878 — генерал-лейтенант барон Меллер-Закомельский, Николай Иванович
- 16.04.1878 — 21.10.1883 — генерал-лейтенант Рооп, Христофор Христофорович
- 04.11.1883 — 09.04.1889 — генерал-лейтенант Павлов, Платон Петрович
- 28.05.1889 — 03.05.1900 — генерал-лейтенант (с 30.08.1894 генерал от кавалерии) Кульгачёв, Алексей Петрович
- 03.05.1900 — 07.12.1901 — генерал-лейтенант (с 06.12.1900 генерал от инфантерии) Гриппенберг, Оскар-Фердинанд Казимирович
- 07.12.1901 — 22.06.1902 — генерал-лейтенант Фаддеев, Семён Андреевич
- 27.06.1902 — 03.09.1904 — генерал-лейтенант Шепелев, Николай Александрович
- 03.09.1904 — 25.04.1905 — генерал-лейтенант Скугаревский, Аркадий Платонович
- 21.05.1905 — 18.03.1906 — генерал-лейтенант Грибский, Константин Николаевич
- 18.03.1906 — 05.12.1909 — генерал-лейтенант (с 06.12.1908 генерал от артиллерии) Хитрово, Николай Михайлович
- 05.12.1909 — 03.06.1910 — генерал от инфантерии Алексеев, Константин Михайлович
- 03.06.1910 — 01.09.1912 — генерал-лейтенант Шванк, Леопольд Александрович
- 01.09.1912 — 26.08.1914 — генерал-лейтенант (с 06.12.1912 генерал от инфантерии) Благовещенский, Александр Александрович
- 30.08.1914 — 09.11.1914 — генерал-лейтенант Балуев, Пётр Семёнович
- 09.11.1914 — 06.12.1915 — генерал-лейтенант Гурко, Василий Иосифович
- 02.03.1916 — 15.04.1917 — генерал-лейтенант Гутор, Алексей Евгеньевич
- 15.04.1917 — 25.04.1917 — и. д. генерал-лейтенант Дмитриев, Август Александрович
- 25.04.1917 — 09.09.1917 — генерал-лейтенант Нотбек, Владимир Владимирович
- 09.09.1917 — хх.12.1917 — и. д. генерал-лейтенант Маркодеев, Павел Анисимович

### Начальники штаба корпуса
- 24.02.1877 — 27.04.1878 — полковник (с 06.11.1877 генерал-майор) Золотарёв, Василий Григорьевич
- ранее 01.06.1878 — после 01.10.1883 — генерал-майор Мосолов, Николай Николаевич
- 03.12.1883 — 02.08.1884 — генерал-майор Михайлов, Леонид Кондратьевич
- 02.08.1884 — 22.02.1889 — генерал-майор Чайковский, Митрофан Петрович
- до 01.05.1889 — 07.11.1889[23] — генерал-майор Басов, Павел Николаевич
- 05.12.1889 — 28.10.1891 — генерал-майор Каульбарс, Николай Васильевич
- 25.11.1891 — 25.02.1898 — генерал-майор Зарубаев, Николай Платонович
- 10.03.1898 — 17.11.1899 — генерал-майор Арцышевский, Иван Игнатьевич
- 20.11.1899 — 28.09.1904 — генерал-майор Шванк, Леопольд Александрович
- 22.10.1904 — 09.07.1910 — генерал-майор Балуев, Пётр Семёнович
- 09.07.1910 — 06.09.1914 — генерал-майор Некрашевич, Георгий Михайлович
- 06.09.1914 — 16.11.1914 — генерал-майор Залесский, Пётр Иванович
- 16.11.1914 — 29.02.1916 — генерал-майор Алексеев, Михаил Павлович
- 29.02.1916 — 12.04.1917 — генерал-майор Панов, Филипп Петрович
- 30.04.1917 — 01.08.1917 — генерал-майор Трещенков, Александр Евгеньевич
- 28.08.1917 — хх.хх.хххх — генерал-майор Греков, Александр Петрович

### Начальники артиллерии корпуса
В 1910 году должность начальника артиллерии корпуса была заменена должностью инспектора артиллерии
Должность начальника / инспектора артиллерии корпуса соответствовала чину генерал-лейтенанта. Лица, назначаемые на этот пост в чине генерал-майора, являлись исправляющими должность и утверждались в ней одновременно с производством в генерал-лейтенанты.
- 19.03.1877 — 03.06.1882 — генерал-майор (с 30.08.1880 генерал-лейтенант) Филимонов, Василий Семёнович
- 03.06.1882 — 02.04.1883 — генерал-лейтенант Шпадиер, Василий Иванович
- 16.04.1883 — хх.хх.1885 — генерал-майор Филимонов, Алексей Семёнович
- 28.06.1885 — 01.06.1888 — генерал-майор (с 30.08.1886 генерал-лейтенант) Каннабих, Яков Павлович
- 01.06.1888 — 17.07.1893[24] — генерал-майор (с 30.08.1888 генерал-лейтенант) Скворцов, Пётр Николаевич
- 23.10.1893 — 14.02.1899 — генерал-майор (с 14.11.1894 генерал-лейтенант) Хлебников, Владимир Николаевич
- 14.02.1899 — 21.09.1903 — генерал-майор (с 06.12.1899 генерал-лейтенант) Циллиакус, Василий Владимирович
- 14.10.1903 — 15.05.1907 — генерал-майор (с 06.12.1906 генерал-лейтенант) Мейбаум, Георгий Константинович
- 27.05.1907 — 05.11.1907 — генерал-майор (с 30.07.1907 генерал-лейтенант) Борнио, Василий Григорьевич
- 21.11.1907 — 05.02.1908 — генерал-майор (с 06.12.1907 генерал-лейтенант) Путинцев, Пётр Флегонтович
- 12.02.1908 — 25.07.1910 — генерал-лейтенант Коханов, Николай Васильевич
- 25.07.1910 — 06.01.1913 — генерал-майор Грегорович (Григорович), Андрей Львович
- 06.01.1913 — 14.02.1915 — генерал-майор (с 14.04.1913 генерал-лейтенант) Мейстер, Александр Рейнгольдович
- 14.02.1915 — 15.02.1917 — генерал-майор (с 10.04.1916 генерал-лейтенант) Михайлов, Николай Александрович
- 18.02.1917 — хх.хх.хххх — генерал-майор Седельников, Михаил Михайлович